# Karum
Karum (akadsko kārum,  nabrežje, pristan, trgovska četrt, mn. kārū, iz sumerskega kar, utrdba (pristanišča), valobran je bil staroveška asirska trgovska postaja v Anatoliji, Turčija. Karumi so obstajali od okoli 25. stoletja pr. n. št. do 18. stoletja pr. n. št. Glavno središče trgovanja je bil karum Kaneš, zdaj Kültepe, Turčija. 

## Asirska naselja
Prve omembe karumov so na tablicah iz Eble. Na eni od njih je najstarejša celotna do zdaj odkrita pogodba.  Sklenil jo je vezir Ebirum. Znana je tudi kot  "Pogodba med Eblo in Ašurjem" ali "Pogodba z Abarsalom", ker se znanstveniki še vedno prerekajo ali se nanaša na Ašur ali na Arbasal, katerega lokacija ni znana. V obeh primerih je drugo mesto med drugim sklenilo pogodbo o ustanovitvi karuma  na ozemlju Eble (Sirija).
Sargon Veliki (Akadski), ki je verjetno kmalu zatem uničil Eblo, naj bi v mnogo poznejšem hetitskem poročilu napadel Anatolijo, da bi kaznoval  Nurdagala, kralja Puruande v Anatoliji, zaradi slabega ravnanja z akadskimi in asirskimi trgovci v tamkajšnjem karumu. Napada ne omenja noben sodoben vir.
V 2. tisočletju pr. n. št. so v Anatoliji vladali Hati in pozneje Hetiti. Asirski trgovci so po letu 1960 pr. n. št. začeli ob anatolskih mestih ustanavljati majhna kolonialna naselja - karume in plačevali davke vladarjem mest. Obstajale so tudi manjše trgovske postaje, ki so se imenovale mabartū (ednina mabartum). Število karumov in mabartumov  je bilo verjetno okoli 20. Najpomebnejši med njimi so bili Kültepe (v starem veku Kaneš) v sodobni turški provinci Kayseri, Alişar Hüyük (v starem veku Ankuva (?)) v sodobni provinci Yozgat in Boğazköy (v starem veku Hatuša) v sodobni provinci Çorum.  Alişar Hüyük je bil verjetno mabartum. Po ustanovitvi Hetitskega cesarstva so karumi izginili iz anatolske zgodovine.

## Trgovanje
Ker v 2. tisočletju pr. n. št. denarja še niso izumili, so asirski trgovci za trgovanje na debelo uporabljali zlato, za trgovanje na drobno pa srebro. Zlato je veljalo za osemkrat dragocenejše od srebra. Dragocenejša kovina od zlata je bil amutum, za katerega velja, da je bil novoodkrito železo in je bil štiridesetkrat dragocenejši od srebra. Najpomembnejše anatolsko izvozno blago je bil baker, asirski trgovci pa so v Anatoliji prodajali kositer in oblačila.

## Zapuščina
Karum se imenuje zelo kakovostno nakupovalno središče v okrožju Çankaya v turški prestolnici Ankari. Drugo nakupovalno središče v Ankari je v okrožju Bilkent in se imenuje Ankuva. Obe imeni spominjata na staroveške karuje v osrednji Anatoliji.